# Besiana Kadare
Besiana Kadare (ur. 1972 w Tiranie) – wiceprzewodnicząca Zgromadzenia Ogólnego ONZ. Pełniła funkcję ambasadora nadzwyczajnego i pełnomocnego Stałego Przedstawicielstwa Albanii przy ONZ oraz ambasadora Albanii na Kubie. Jest córką pisarzy Heleny Kadare i Ismaila Kadare.

## Życiorys
Kadare jest córką pisarzy Eleny Kadare i Ismaila Kadare. Ukończyła studia magisterskie na kierunku komparystyka współczesna i porównawcza oraz studia z literatury współczesnej na Université Paris Sorbonne. W latach 2002–2005 pełniła funkcję pierwszego sekretarza Stałego Przedstawicielstwa Albanii przy ONZ w Nowym Jorku. W 2005 roku wróciła do Albanii, aby pracować dla United States Agency for International Development (USAID).
Od 2008 roku pracowała w ambasadzie Albanii we Francji. W latach 2011–2016 pełniła funkcję ambasadora Albanii i stałego delegata przy Organizacji Narodów Zjednoczonych do spraw Oświaty, Nauki i Kultury (UNESCO) w Paryżu.
30 czerwca 2016 Kadare złożyła listy uwierzytelniające Sekretarzowi Generalnemu ONZ Ban Ki-moonowi i od tego czasu pełni funkcję ambasadora nadzwyczajnego i pełnomocnego w Stałym Przedstawicielstwie Albanii przy ONZ w Nowym Jorku. Jednoczesśnie została mianowana ambasadorem Albanii na Kubie.
28 września 2018 roku Albania, w której większość obywateli jest muzułmanami była współgospodarzem razem ze Stałym Przedstawicielem Izraela spotkania Innowacje i technologia sprzyjają integracji i dialogowi międzykulturowemu: Projekt Talmud z okazji pierwszego tłumaczenia Talmudu babilońskiego na język włoski.
W styczniu 2019 roku Kadare jako przedstawicielka Albanii była razem ze Światowym Kongresem Żydów i Departamentem Komunikacji Globalnej ONZ współgospodarzem spotkania „Historia ludzkości: ratowanie Żydów w Albanii”. Wystąpiła też w ONZ podczas briefingu zatytułowanego „Pamięć o Holokauście: żądaj i broń swoich praw człowieka” z okazji Międzynarodowego Dnia Pamięci o Ofiarach Holokaustu, gdzie przedstawiono mało znaną częścią historii Albanii, która podczas II wojny światowej przyjęła tysiące Żydów, którzy inaczej trafiliby do nazistowskich obozów zagłady.
W czerwcu 2020 Kadare została wybrana wiceprzewodniczącą Zgromadzenia Ogólnego ONZ na 75. sesji.  Albania będzie reprezentować Europę Wschodnią do której zaliczane są kraje bałkańskie i Europy Wschodniej takie jak :Rosja, Ukraina, Białoruś, Azerbejdżan, Armenia i inne.